# Shuntaro Furukawa
Shuntaro Furukawa (古川俊太郎 Furukawa Shuntarō?) (Tokio, 10 de enero de 1972)es un empresario japonés y el director ejecutivo (CEO) y además el sexto y actual presidente de Nintendo Co., Ltd.. Asumió el cargo el 28 de junio de 2018.

## Primeros años
Shuntaro nació en Tokio, Japón.Creció jugando juegos en la consola Famicom de Nintendo.Se graduó en la Facultad de Economía Política de la Universidad de Waseda en 1994, año en el que empezó a trabajar para Nintendo.

## Carrera
En 1994 se incorporó a Nintendo y trabajó como contable en la sede europea durante una década.
En 2012 ascendió en la oficina corporativa, trabajando en marketing global, y en el departamento ejecutivo. También se convirtió en director externo de The Pokémon Company, como representante de Nintendo en la junta directiva de la empresa, debido a que Nintendo poseía el 32% de las acciones de la empresa conjunta.
En 2015, fue ascendido a Gerente General del Departamento de Planificación Corporativa. En junio de 2016, tras una reestructuración de la empresa, se unió a la Junta Directiva de Nintendo como Director Ejecutivo de la División de Análisis y Administración Corporativa. Furukawa habla inglés con fluidezy participó en el desarrollo y lanzamiento de Nintendo Switch.
El 28 de junio de 2018, fue designado como Director de la División de Planificación Corporativa y Director Ejecutivo de Marketing Global de Nintendo después de que Tatsumi Kimishima anunciara su retiro. Furukawa es el sexto presidente de Nintendo, así como el tercero en la historia de la compañía en no ser parte de la familia Yamauchi.
| Predecesor: Tatsumi Kimishima | 6.º Presidente de Nintendo 2018-presente | Sucesor: - |